# Comuna Ordjonikidze, Poliske
Ordjonikidze (în ucraineană Орджонікідзе) este o comună în raionul Poliske, regiunea Kiev, Ucraina, formată din satele Ceremoșna, Nivețke și Ordjonikidze (reședința).

## Demografie
Componența lingvistică a comunei Ordjonikidze
     Ucraineană (96,09%)
     Rusă (3,91%)
Conform recensământului din 2001, majoritatea populației comunei Ordjonikidze era vorbitoare de ucraineană (96,09%), existând în minoritate și vorbitori de rusă (3,91%).